# Tschebarkul
Tschebarkul (russisch Чебаркуль) ist eine Stadt in der Oblast Tscheljabinsk (Russland) mit 42.844 Einwohnern (Stand 14. Oktober 2010).

## Geografie
Die Stadt liegt am Ostrand des südlichen Ural etwa 80 km westlich der Oblasthauptstadt Tscheljabinsk am gleichnamigen See.
Tschebarkul ist der Oblast administrativ direkt unterstellt und zugleich Verwaltungszentrum des gleichnamigen Rajons.
Die Stadt liegt am südlichen Zweig der Transsibirischen Eisenbahn Moskau–Samara–Tscheljabinsk–Omsk (Streckenkilometer 2024 ab Moskau). Wenige Kilometer südlich der Stadt verläuft die Fernstraße M5 Moskau–Tscheljabinsk.

## Geschichte
Tschebarkul entstand 1736 als Festung nahe der Grenze zwischen russischem und baschkirischem Gebiet. Der Name wurde von den baschkirischen (sibar kul) oder tatarischen (tschybar kul) Wörtern für schöner bzw. bunter See abgeleitet. Der Ort war Transitpunkt für Lebensmittellieferungen an die Kosakentruppen im südlichen Uralgebiet und wurde später selbst zu einer Kosakenstaniza. Am 25. Oktober 1951 erhielt Tschebarkul Stadtrecht.
Ein Teil des Meteor von Tscheljabinsk vom 15. Februar 2013 durchschlug in Form eines Meteoriten die Eisdecke des Tschebarkul-Sees und hinterließ darin ein Loch von sechs Metern Durchmesser.

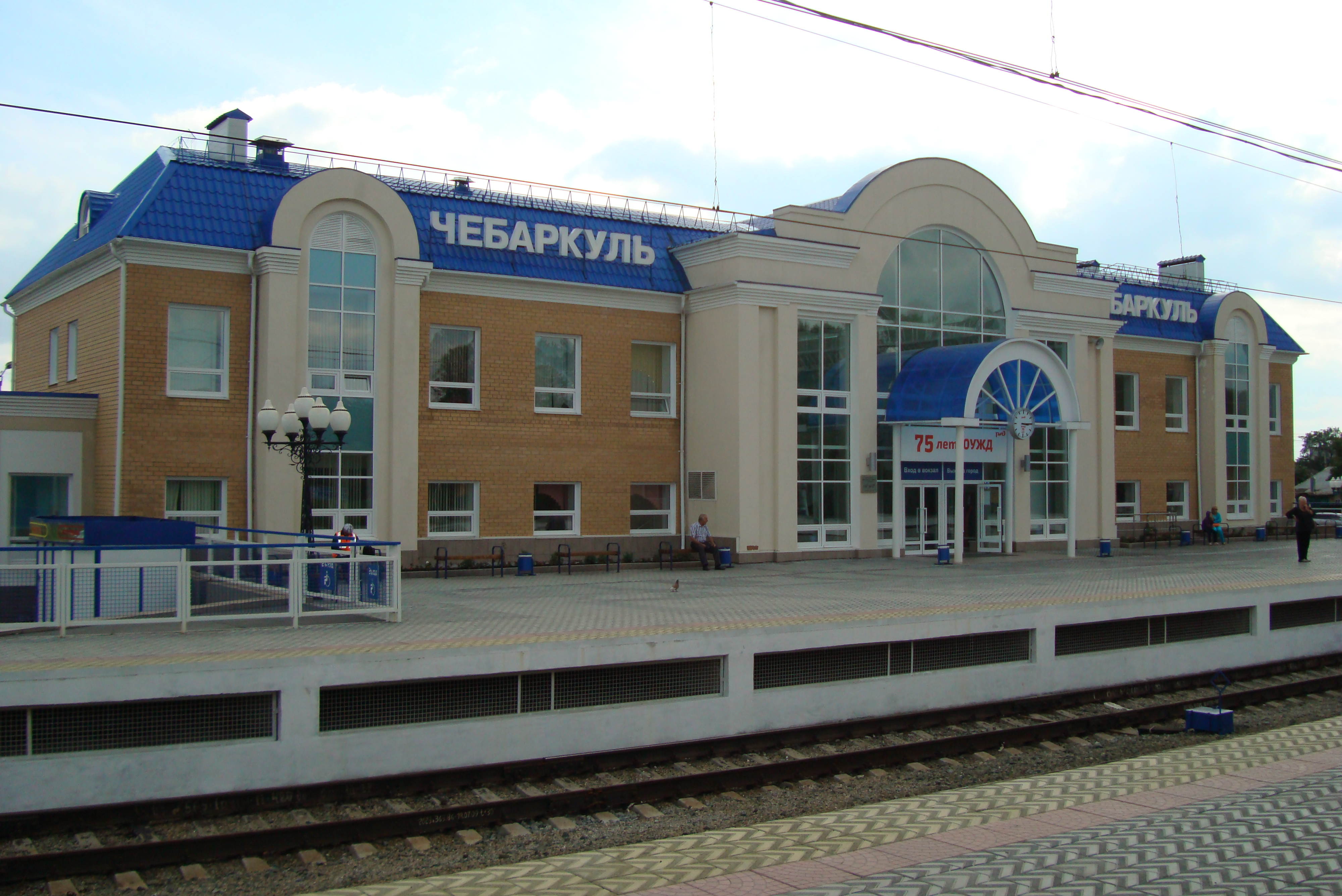
Neuer Bahnhof Tschebarkul
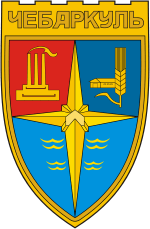
Sowjetisches Stadtwappen (1974)

### Bevölkerungsentwicklung
| Jahr | Einwohner |
| ---- | --------- |
| 1939 | 3.712     |
| 1959 | 30.941    |
| 1970 | 37.479    |
| 1979 | 45.845    |
| 1989 | 50.062    |
| 2002 | 47.144    |
| 2010 | 42.844    |

Anmerkung: Volkszählungsdaten

## Kultur und Sehenswürdigkeiten
Die Stadt besitzt ein Heimatmuseum.
Am nahe gelegenen See Tschebarkul gibt es mehrere Erholungs- und Kurorte, wie Kissegatsch (Кисегач) und Jelowoje (Еловое).

## Wirtschaft
Die Uralskaja Kusniza AG („Uralschmiede“) produziert in Tschebarkul Guss- und  Schmiedeteile sowie Schweißkonstruktionen für den Maschinenbau. Daneben gibt es ein Kran- und ein Heizanlagenwerk, Betriebe der Bau- und Holzwirtschaft sowie der Leicht- und Lebensmittelindustrie.

## Wissenswertes
- In den Jahren 1967–68 spielten in Tschebarkul für den Eishockey-Verein „Swesda“ Waleri Charlamow und Alexander Gussew (beide später berühmte HK-ZSKA-Moskau-Eishockeyspieler).
- Der „Meteor von Tscheljabinsk“ wurde anfangs vorläufig „Meteor von Tschebarkul“ benannt, die endgültige Namensgebung erfolgte durch die Meteoritical Society.